# Turner Valley
Turner Valley est une ville (town) de Foothills No 31, située dans la province canadienne d'Alberta.

## Démographie
En tant que localité désignée dans le recensement de 2011, Turner Valley a une population de 2 167 habitants dans 888 de ses 934 logements, soit une variation de 13,6 % avec la population de 2006. Avec une superficie de 5,449 8 km2, la ville possède une densité de population de 397,629 3 hab/km2 en 2011.
Concernant le recensement de 2006, Turner Valley abritait 1 908 habitants dans 757 de ses 794 logements. Avec une superficie de 5,449 7 km2, la ville possédait une densité de population de 350,1 hab/km2 en 2006.
| 2001  | 2006  | 2011  | 2016  |
| ----- | ----- | ----- | ----- |
| 1 608 | 1 908 | 2 167 | 2 559 |